# دبلیو ادواردز دمینگ
 دبلیو ادواردز دمینگ (انگلیسی: W. Edwards Deming؛ ۱۴ اکتبر ۱۹۰۰ – ۲۰ دسامبر ۱۹۹۳) مهندس، آمارشناس، استاد، نویسنده، مدرس و مشاور مدیریت ،اهل ایالات متحده آمریکا بود.
وی در ابتدا تحصیلات درزمینه مهندسی برق داشت و پس از آن به طور تخصصی در ریاضی فیزیک به تحصیلاتش ادامه داد. در جهت گسترش تکنیک های نمونه گیری کمک مؤثر کرد.